# Centre hospitalier de Bigorre (Ayguerote)
Le centre hospitalier de Bigorre (Ayguerote), est un centre hospitalier situé dans le quartier du centre-ville à Tarbes (canton de Tarbes 3), département des Hautes-Pyrénées en région Occitanie.
L'hôpital est inscrit aux monuments historiques en 1979.

## Histoire
La création d'un "hôpital de la Clôture" est décidée à Tarbes en 1663. Le site choisi se trouve au lieu-dit de la Sède, au bord du canal de l'Ayguerote, et les travaux de construction vont durer de 1703 à 1738.
La gestion de l'établissement est confiée aux Filles de la Charité pendant la  Révolution et durant la première moitié du XIXe siècle. A cette époque, 10 religieuses gèrent l'hôpital le plus important du département.
L'hôpital Saint Joseph devient l'hôpital de l'Ayguerote puis le Centre Hospitalier de Tarbes en 1956 et s'agrandit peu à peu jusqu'en 1970. La construction d'un nouvel hôpital périurbain est inévitable et est construit et le 26 novembre 1979 est inauguré le centre Hospitalier de La Gespe.

## Chapelle
La chapelle de l'hopital est construite dans le deuxième quart du XVIIIe siècle. Elle est aujourd'hui le seul vestige conservé de l'hopital d'Ancien Régime. Les façades et les toitures sont protégées au titre des Monuments historiques depuis 1979 et ont été restaurées dans les années 1990.
La chapelle de l'hôpital est inscrit partiellement depuis le 21 mars 1979 au titre des monuments historiques.

## Composition
Le centre hospitalier de Bigorre (Ayguerote) a une fonction gériatrique et a une capacité de 153 lits en hébergement permanent et 4 lits en hébergement temporaire.

## Description
Le 1er juillet 1987,  le regroupement de trois sites : un site de court séjour (« La Gespe » à Tarbes) et deux sites gériatriques : L’Ayguerote  à Tarbes et Vic en Bigorre forme le Centre Hospitalier Intercommunal de Tarbes - Vic en Bigorre (CHIC-TV) et le 6 juin 2003, l’établissement change de nom et devient le Centre Hospitalier de Bigorre (CHB).

## Galerie d'images

Sélection de vues du centre hospitalier.
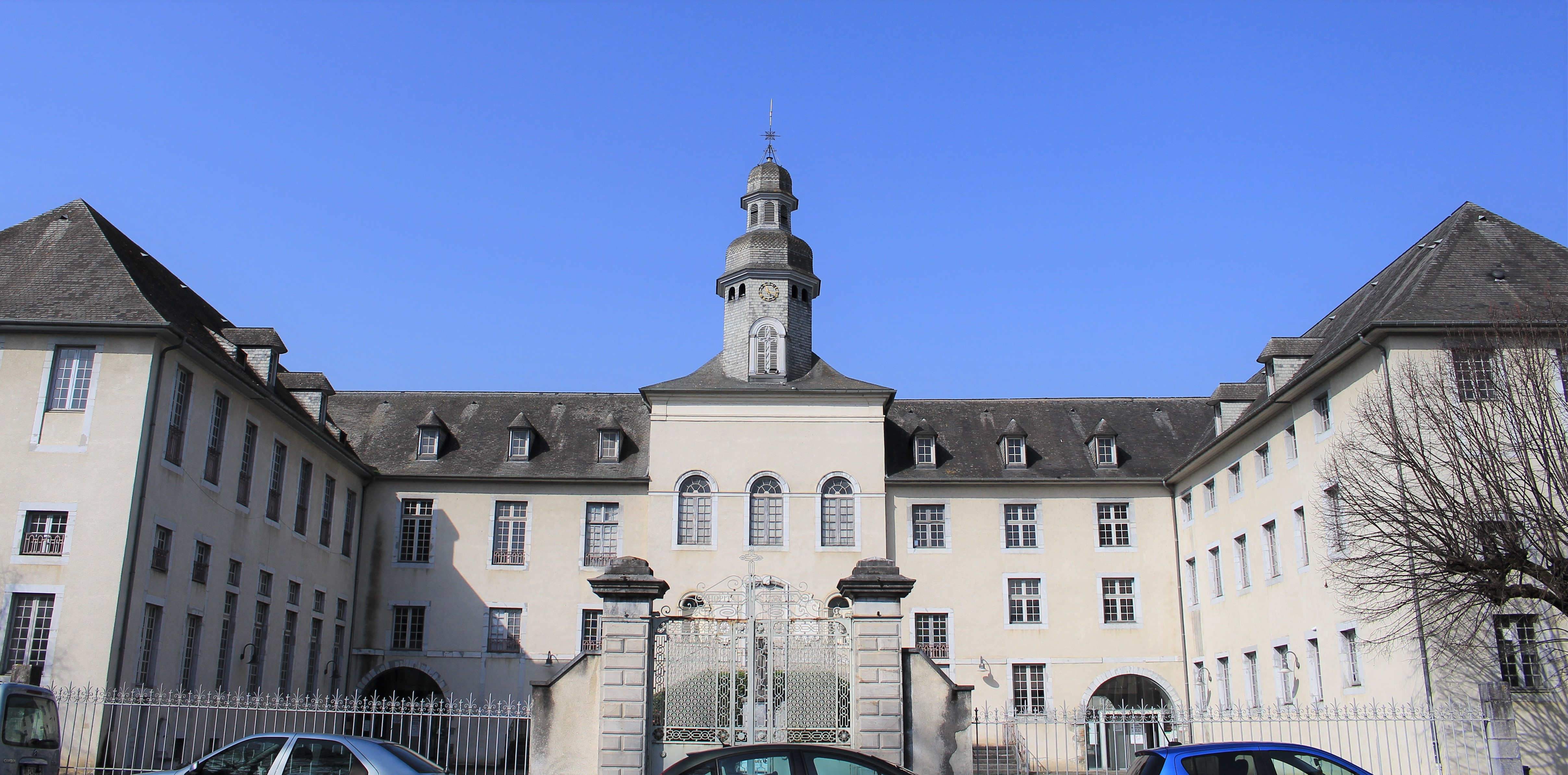
La partie ancienne.
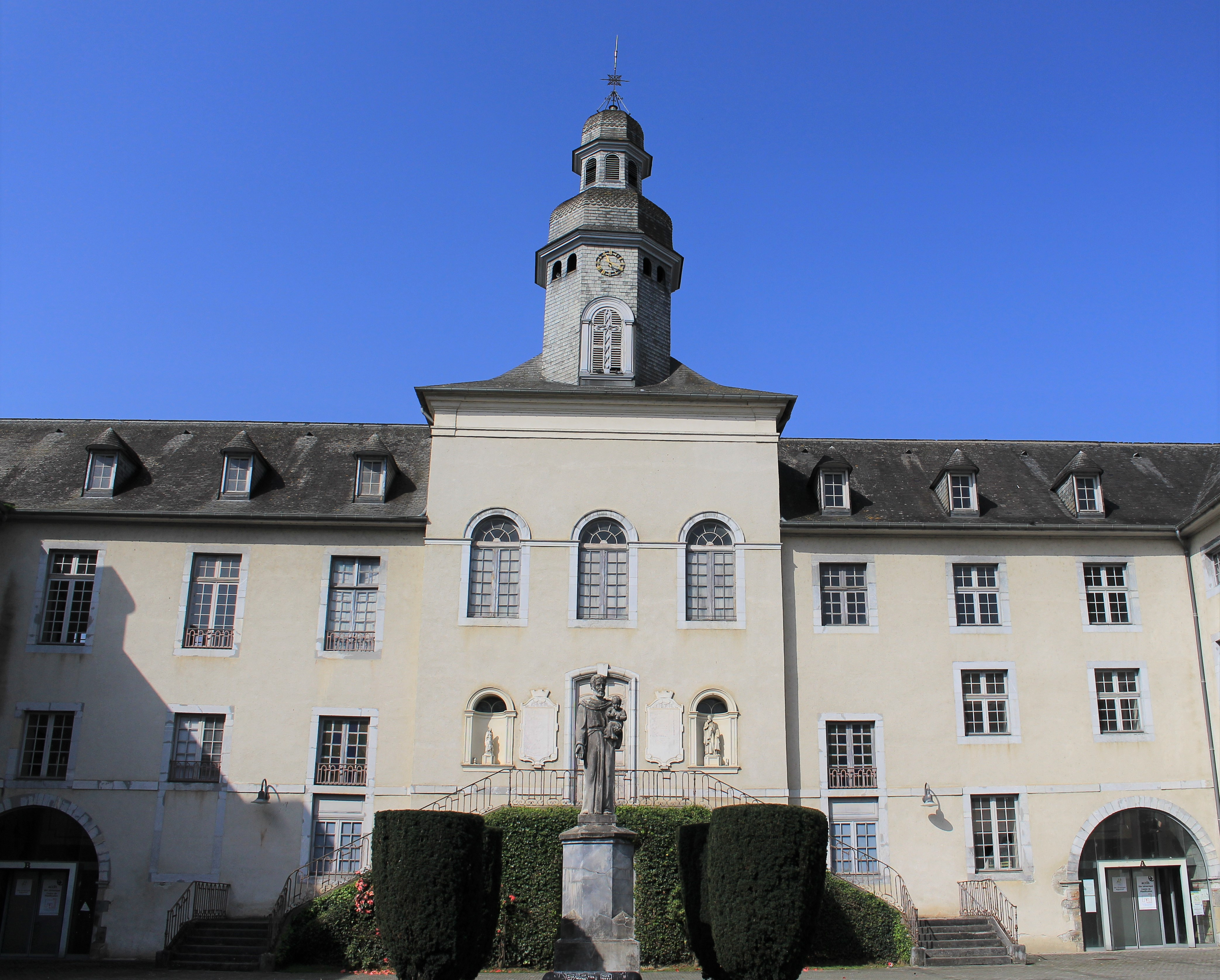
La chapelle.
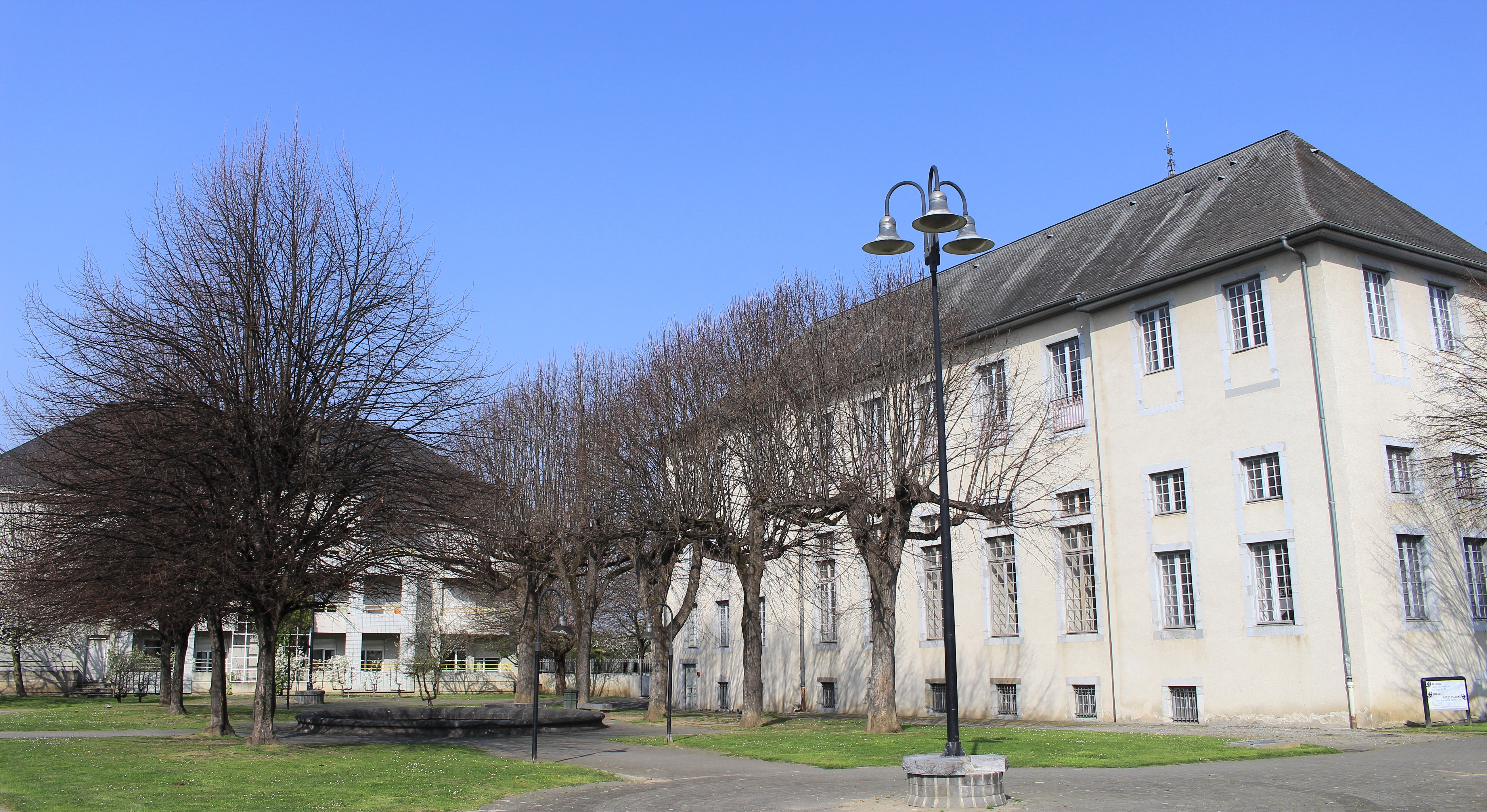
Le parc.